# Eugène Ysaÿe
 Der er for få eller ingen kildehenvisninger i denne artikel, hvilket er et problem. Du kan hjælpe ved at angive troværdige kilder til de påstande, som fremføres i artiklen.

Eugène-Auguste Ysaÿe (født 16. juni 1858 i Liège, Belgien, død 2. maj 1931 i Bruxelles, Belgien) var en belgisk violinist, dirigent og komponist.
Han studerede i Liège ved Rodolphe Massart og i Paris ved Henri Vieuxtemps og Henryk Wieniawski. Han var også dirigent, af bl.a. La Société des Concerts Ysaÿe i Bruxelles fra 1894 til 1914, og det Cincinnati Symphony Orchestra fra 1918 til 1922.
Ysaÿe spillede en betydelig rolle for violinmusikkens udvikling. Blandt hans kompositioner er der seks sonater for soloviolin fra 1923. Han har også skrevet Poème élégiaque for violin og orkester fra 1903, og operaen Piére Li Houyeû (Minearbejderen Pierre) fra 1929.